# الأعلام الثقافية وأعلام العرقيات
تتضمن هذه المقالة صور الأعلام الخاصة بالعرقيات المختلفة حول العالم:

## الشعوب الأفرو آسيوية

### الشعوب الكوشية

عفر
شعب أورومو
علم الشعوب الصومالية

### الشعوب السامية

آشوريون/سريان/كلدان
علم الدروز
شعب الهراري
عرب إيران
علم الآراميون (سوريا)
تغراي

### أخرى

الأمازيغ

أتشيهيون
شعب كاناك
المينانغكابو

باسكيون

أشانتي
شعب باميليكي
شعب إيوي
شعب إغبو
شعب أوغوني

أويغور

مارييون
موردوفيون
قومية سامي
أدمورتيون

- الأمازيغ[1]

## شعوب الهنود الحمر
- السكان الأصليون في الولايات المتحدة

ويفالا من شعب أيمارا
غاريفونيون
الشعوب الأصلية في كولومبيا
شعب كونا
مابوتشي
شعب المايا
كيتشوا
إنويت في غرينلاند

## الشعوب الآسيوية النمساوية

بجاركا
تشام
شعب خمير كروم
قبائل الخمير الجبلية
الأمريكيون الفيتناميون في جنوب فيتنام
بارووقبارووق

## الشعوب الأسترونيزية

### شعوب الفلبين

شعب بوهولانو
شعب هيليغاينون
شعب إلوكانو
شعب كابامبانغان
شعب ماغوينداناو
تاغالوغيون
شعب تاوسوغ

### الشعوب البولينيزية

ماوري
شعب موريوري
هاوائيون أصليون
شعب رابا نو
تاهيتيون

### أخرى
- أتشيهيون
- شعب كاناك[2]
- المينانغكابو

## شعوب القوقاز

### الشعوب الكارتفيلية

أجاريون

### الشعوب القوقازية الشمالية الشرقية

شعب أفار
شيشانيون
إنغوشيون

### الشعوب القوقازية الشمالية الغربية

أديغة
الأباظيون

## شعوب الكريول

أمريكيون أفارقة[3]
شعب باستير
شعب تشاغوسيا
مولاتو
شعب زامبونغاوينو

## الشعوب الدرافيدية

شعب كانادا
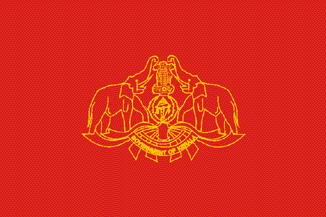
مالايالي
تيلوغويون

## الشعوب الهندو-أوروبية

### شعوب البلطيق

شعب ساموغرتيان
ليفونيون

### الشعوب السلتية

بريطون[4]
كورنيون[4]
مانكسيون
اسكتلنديون
غاليون

### الشعوب الجرمانية

أفريكان
بافاريون
دنماركيون
الأقلية الدنماركية في جنوب شليزفيغ
إنجليز
فريزيون
فارويون
فلمنك
علم مقترح لتمثيل الفريزيون
المجتمع البلجيكي الناطق بالألمانية
ألمان بانديرا
ألمان جنوب ترويل
فريزيون، فريزيا الشمالية
الفنلنديون المتحدثون بالسويدية
فريزيون
يهود أشكناز
علم مقترح لتمثيل الألمانية الدنيا
علم مقترح لتمثيل الساكسونية الهولندية السفلى

### الشعوب اليونانية

الشعب الإغريقي في قبرص
جمهورية إبيروس الشمالية
يونانيون بنطيون

### الشعوب الهندية-الإيرانية

الشعب الكشميري
كرد
شعب ماراثي
الشعوب المهاجرة
أوسيتيون
غجر[4]
السيخ
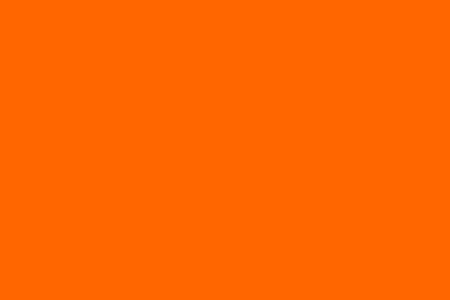
الشعب السندي
الشعب السندي
اليزيديون
الزازا

### الشعوب الرومانكية
طالع أيضاً: أعلام الشعوب المتحدة بالفرنسية في أمريكا الشمالية

شعب أراغونيز
أرومانيون
الشعب الأوستوري
كناريون
كاستيليوين
كتالان
كورسيكيون
كريول
فرنسيون
فريولي
شعب غاوتشو في جنوب البرازيل
هيسبانو
شعب لادين
قسطانية
السردينيون
صقلية

### الشعوب السلافية

بوشناق
شعوب الكروات في صربيا
شعب دون كوساك
كاشوبيون
شعب كوبان كوساك
بوماك
صرب البوسنة والهرسك
سلاف
صوربيون[2]
كروات البوسنة والهرسك
اتحاد الصربيون والمونتينيغريون

### أخرى
- باسكيون

## الشعوب المنغولية

شعب بوريات
قلميقيون

## الشعوب النيجرية-الكونغوية

### شعوب البانتو

شعوب الكونجو وشعب أمبا[5]
شعب بوبي
شعب سوذو
سوازي

### أخرى
- أشانتي[6]
- شعب باميليكي
- شعب إيوي
- شعب إغبو
- شعب أوغوني

## الشعوب النيلية الصحراوية

دينكا
فور
شعب الماساي

## الشعوب الصينية التبتية

شعب الأكها
بودوويون
شعب بني ميناشي
شعب كارين
شعب لاداخ
راخين (عرقية)
شعب التبت

## الشعوب التركية

### شعوب كيبتشيك

باشكير
تتار القرم
قرقلباغيون
شعب كريمتشاك
كوميكيون
نوجاي
تتار بيلاروسيا
تتارستان

### شعوب الأوغور

تشوفاش

### شعوب أوغوز

الكاكوز
إيرانيون أذربيجانيون
إيرانيون أذربيجانيون
تركمان العراق
تركمان سوريا
تركمان سوريا
أتراك المسخيت
قشقاي
سالار

### الشعوب السيبيرية

شعب ألطاي
شعب دولغان
خاكيون
شعب توفان
شعب ياقوت

### أخرى
- أويغور

## الشعوب الأورالية

### الشعوب الفنلندية

الفنلنديون في السويد
إنغيريا
كاريليون
ليفونيون
شعب موكشا
شعب سيتوس
فيبسيون
شعب فوتيس
شعب فورو

### الشعوب الأوغرية

الاتحاد الديمقراطي للهنغاريين في رومانيا
الهنغاريون في سلوفاكيا
شعب خانتي وشعب مانسي
شعب زيكيلي

### أخرى
- مارييون
- موردوفيون
- قومية سامي[4]
- أدمورتيون

## شعوب أخرى

شعب بوروشو
قوم لي وشعب المياو
شعب شان
شعب تاي دام
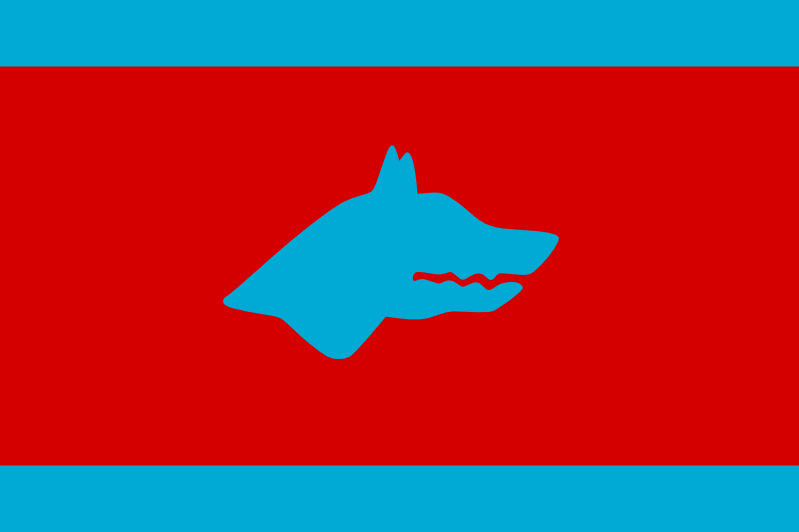
طورانية